# Lockheed F-80 Shooting Star

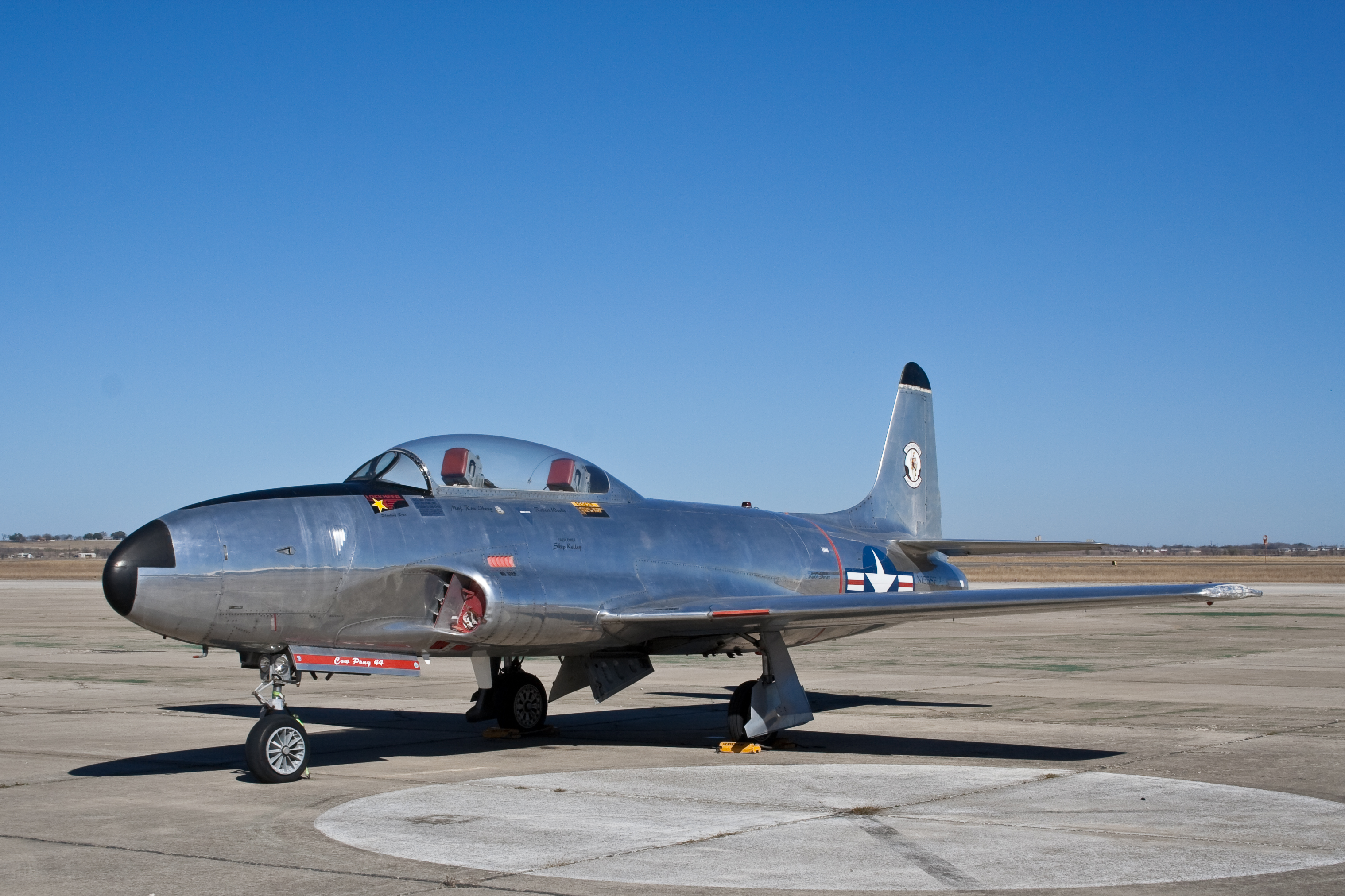
Dwumiejscowa wersja treningowa Lockheed T-33

Lockheed F-80 Shooting Star (do 1948 roku – Lockheed P-80 Shooting Star) – amerykański samolot myśliwski, pierwszy odrzutowiec użyty operacyjnie przez USAAF m.in. w wojnie koreańskiej gdzie okazało się, że ustępuje samolotom radzieckim.
Prace projektowe nad nowym samolotem rozpoczęły się w 1943. Napęd samolotu stanowił brytyjski silnik turboodrzutowy de Havilland Goblin. Pierwszy lot prototypu XP-80 odbył się 8 stycznia 1944. W trakcie prób nowego samolotu doszło do wielu wypadków. M.in. 20 października 1944 w tragicznej katastrofie drugiego prototypu zginął główny pilot Lockheeda Milo Burcham.
Shooting Star wszedł do służby na początku 1945. 45 egzemplarzy zostało dostarczonych do dywizjonów przed zakończeniem II wojny światowej. Z tego 4 egzemplarze dotarły do Europy – dwa do Włoch i dwa do Anglii. Niemniej kiedy w wypadku spowodowanym pożarem silnika zginął pilot doświadczalny major Fred Borsodi, zakazano dalszych lotów na P-80 i nie zostały one użyte bojowo do końca wojny.
Po wojnie zmniejszono początkowe zamówienie z 5000 do 2000 egzemplarzy. Do końca 1950 wyprodukowano łącznie 1715 sztuk P-80 w trzech wersjach: P-80A, B i C. Zmodyfikowany P-80B nazwany XP-80R ustanowił 19 czerwca 1947 rekord prędkości osiągając 1003,9 km/h. Produkcję ostatniej wersji P-80C rozpoczęto w 1948. W czerwcu tego roku, samolot otrzymał nowe oznaczenie – F-80C.
F-80 wzięły udział w wojnie koreańskiej, gdzie 8 listopada 1950 doszło do pierwszej w historii walki powietrznej między samolotami odrzutowymi z udziałem F-80 i MiG-a-15. Zakończyła się ona zwycięstwem pilota chińskiego. Radzieckie MiG-i o skośnych skrzydłach były konstrukcją znacznie lepszą od Shooting Starów. Walki z okresu wojny koreańskiej wykazały, że myśliwce F-80 Shooting Star ustępowały samolotom radzieckim. Dlatego, już na początku wojny F-80 były wymieniane na nowsze F-86 Sabre. Po wycofaniu z roli samolotu myśliwskiego F-80 były jeszcze przez pewien czas używane jako samoloty szturmowe.
Istniała także dwumiejscowa wersja treningowa Lockheed T-33, znana popularnie jako T-bird. Produkcja tego modelu zakończyła się dopiero w 1959. Był on także produkowany na licencji w Japonii i Kanadzie. Łącznie wyprodukowano ponad 6000 T-birdów. Samoloty te były używane w ponad 40 krajach.
Rozwinięciem konstrukcji jest samolot Lockheed F-94 Starfire.

## Użytkownicy
Brazylia
- Força Aérea Brasileira: 33× F-80C od 1958 do 1973, Ex-USA

 Chile
- Fuerza Aérea de Chile: 30× F-80C od 1958 do 1974, Ex-USA

 Ekwador
- Fuerza Aérea Ecuatoriana: 18× F-80C od 1958 do 1973, Ex-USA

 Kolumbia
- Fuerza Aérea Colombiana: 18× F-80C od 1958 do 1966, Ex-USA – MAP

 Peru
- Fuerza Aérea del Perú: 16× F-80C od 1958 do 1973, Ex-USA

 Stany Zjednoczone
- United States Air Force: 525× F-80A, 240× F-80B, 798× F-80C od 1945 do 1954, 152× RF-80A od 1947 do 1957
- United States Navy: 50 Ex-USAF F-86C (jako TO-1/TV-1)

 Urugwaj
- Fuerza Aérea Uruguaya: 17× F-80C od 1956 do 1971, Ex-USA